# Белоусов, Андрей Леонидович
Андре́й Леони́дович Белоу́сов (укр. Андрій Леонідович Білоусов; род. 31 декабря 1976) — украинский государственный деятель, городской голова Каменского (до 2016 — Днепродзержинск) с ноября 2015 года.

## Биография
Андрей Белоусов родился 31 декабря 1976 года в Днепродзержинске.
В 1998 году окончил Днепровский государственный технический университет, в 2002 году — Днепропетровский региональный институт государственного управления Украинской академии государственного управления при президенте Украины. Специальности образования — менеджмент в производственной сфере, государственное управление.
В августе 1998 года — главный специалист организационного отдела исполкома Днепродзержинского городского совета.
1998 – 2002 депутат Днепродзержинского городского совета.
С сентября 1998 года по февраль 2000 года — главный специалист управления коммунального хозяйства Днепродзержинского городского совета.
С февраля 2000 года по январь 2001 года — начальник коммунального предприятия «Днепродзержинское эксплуатационно-линейное управление автодорог».
С июня по ноябрь 2002 года — первый заместитель начальника, начальник управления жилищно-коммунального хозяйства Днепродзержинского городского совета.
2002 – 2006 депутат Днепродзержинского городского совета, переизбран абсолютным большинством голосов.
С марта 2004 года по июнь 2005 года — заместитель городского головы Днепродзержинска.
С июня 2005 года по апрель 2006 года — первый заместитель городского головы Днепродзержинска.
С июня 2006 года по апрель 2009 года — заместитель начальника управления жилищно-коммунального хозяйства Днепропетровской областной государственной администрации.
С апреля 2009 года по январь 2013 года — начальник управления жилищно-коммунального хозяйства Днепропетровской областной государственной администрации.
С января по июнь 2013 года — заместитель председателя Днепропетровской областной государственной администрации.
С июня 2013 года по март 2014 года — заместитель министра регионального развития, строительства и жилищно-коммунального хозяйства Украины — руководитель аппарата. С марта 2014 года по февраль 2015 года не являлся руководителем аппарата.
С марта по ноябрь 2015 года — первый заместитель городского головы Днепродзержинского городского совета.
С ноября 2015 года — городской голова Днепродзержинска (с 2016 — Каменское).

## Личная жизнь
Женат, воспитывает двух сыновей.

## Награды и звания
- Благодарность городского головы (2000, 2006).
- Нагрудной знак «Отличие городского головы» (2004).
- Благодарность председателя Днепропетровской областной государственной администрации (2004, 2012).
- Грамота Днепропетровского областного совета (2005).
- Почетная грамота Днепропетровской государственной администрации (2007).
- Почётное звание «Заслуженный работник сферы услуг Украины» (2010)[2].
- Почётный знак отличия председателя Днепропетровского областного совета (2010).
- Отличие Днепропетровской областной государственной администрации — памятный знак «80 лет Днепропетровской области» (2012).
- Нагрудной знак Министерства регионального развития, строительства и жилищно-коммунального хозяйства Украины «Знак почета» (2013).
- Отличие председателя Днепропетровской областной государственной администрации — нагрудной знак «За развитие региона» (2015).
- Знак отличия президента Украины — юбилейная медаль «25 лет независимости Украины» (2016).
- Нагрудной знак Днепропетровского областного совета «За развитие местного самоуправления» (2016).
- Грамота Верховной Рады Украины «За заслуги перед Украинским народом» (2016).
- Отличие Министерства обороны Украины «Медаль за содействие Вооружённым силам Украины» (2019).
- Почетный нагрудный знак Главнокомандующего Вооруженными Силами Украины «За заслуги перед Вооруженными Силами Украины» (2022)
- Почетное отличие председателя Днепропетровского областного совета - нагрудным знаком (2022)
- Почетный нагрудный знак Главнокомандующего Вооруженными Силами Украины «За содействие войску» (2022)